# Erdevik
Erdevik (en serbe cyrillique : Ердевик) est une localité de Serbie située dans la province autonome de Voïvodine. Elle fait partie de la municipalité de Šid dans le district de Syrmie (Srem). Au recensement de 2011, elle comptait 2 736 habitants.
Erdevik, officiellement classé parmi les villages de Serbie, est une communauté locale, c'est-à-dire une subdivision administrative, de la municipalité de Šid. Par sa population, il est le village le plus important de la municipalité.

## Géographie

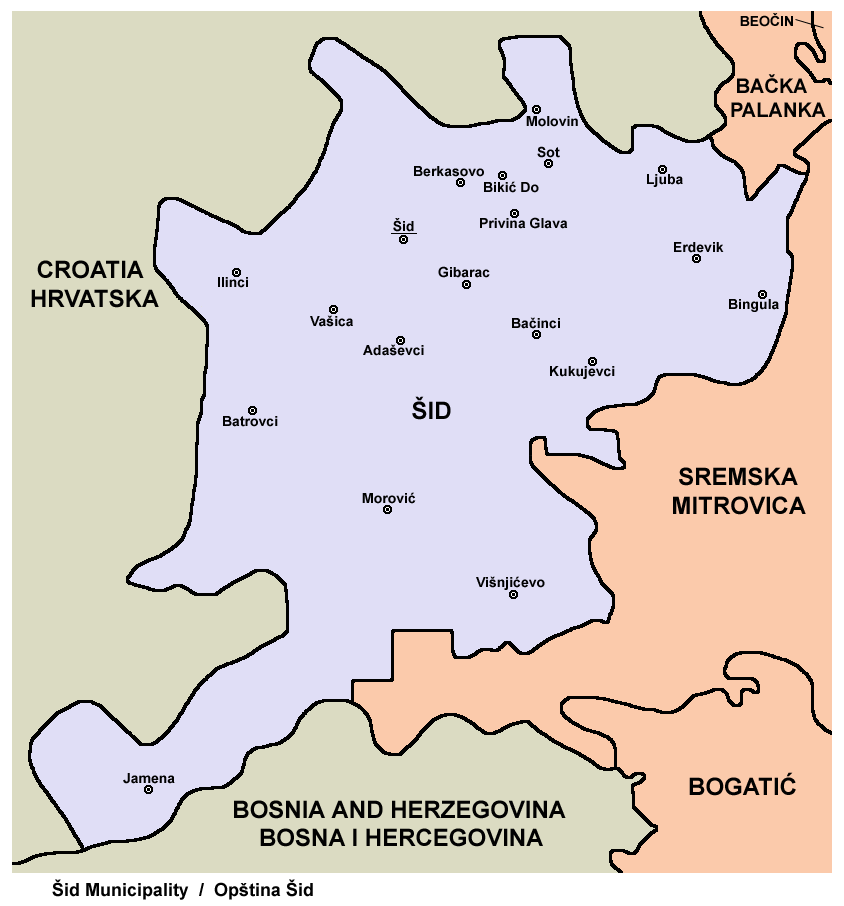
Localisation d'Erdevik dans la municipalité de Šid

Erdevik se trouve dans la région de Syrmie, sur les pentes méridionales du massif de la Fruška gora. Il est situé à 17 kilomètres d'Ilok (en Croatie), à 26 kilomètres de Sremska Mitrovica et à 16 kilomètres de Šid. Son territoire est parcouru par de nombreux ruisseaux ; on y trouve également de nombreuses sources et trois lacs.

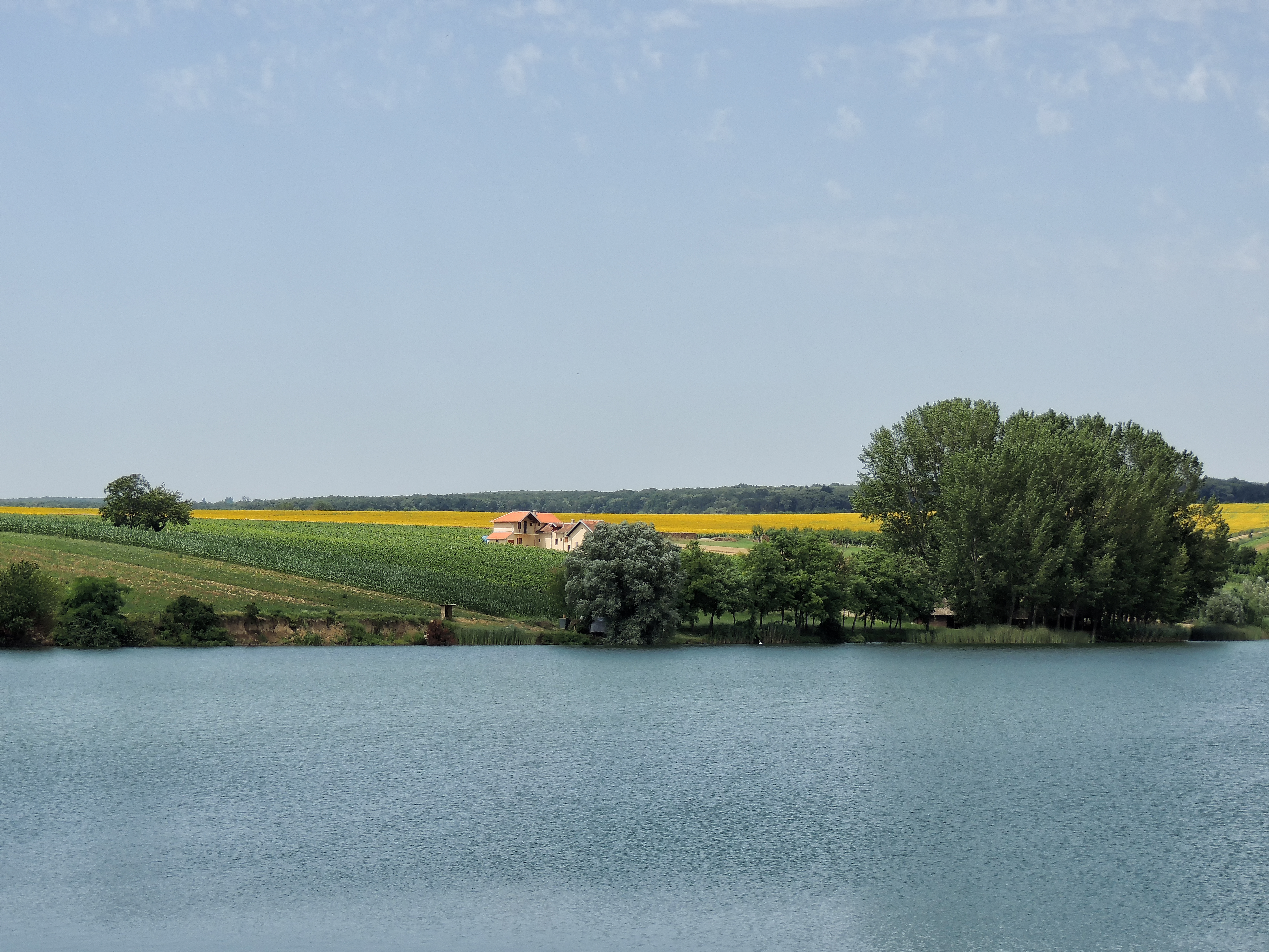
Le lac de Moharac

## Histoire
Sur le territoire du village, les archéologues ont mis au jour des vestiges remontant à l'Âge du bronze ; on y a également découvert plusieurs sites datant de l'époque romaine. Le village lui-même est mentionné pour la première fois en 1351. Conquis par les Ottomans de Soliman le Magnifique en 1520, il passa entre les mains des Autrichiens en 1697 avec le reflux des Turcs après le siège de Vienne de 1683. Après la conquête autrichienne, Erdevik fit partie des terres du prince Livio Odescalchi et il resta dans les possessions de cette famille jusqu'à la fin de la Première Guerre mondiale. 
D'après les données historiques concernant le village, ses habitants les plus anciens étaient des Serbes, dont beaucoup vinrent s'y installer au moment de la conquête de la Serbie par les Ottomans ; plus tard, au temps de la Frontière militaire, les Autrichiens les considéraient comme un rempart contre l'Empire turc ; des Allemands, des Hongrois et des Slovaques s'y installèrent aux XVIIIe et XIXe siècles.  

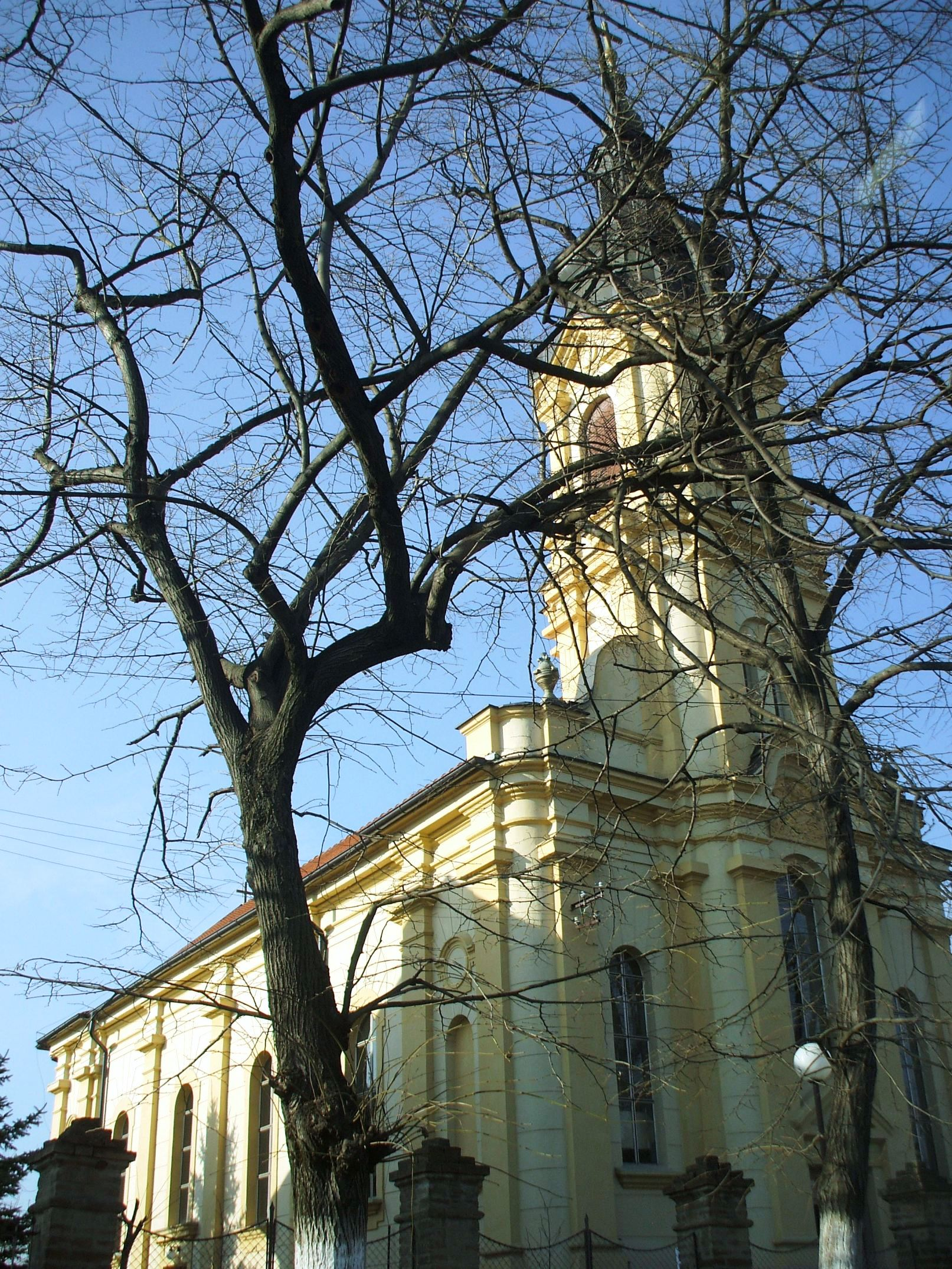
L'église évangélique slovaque

## Démographie

### Évolution historique de la population
| 1948  | 1953  | 1961  | 1971  | 1981  | 1991  | 2002  | 2011  |
| ----- | ----- | ----- | ----- | ----- | ----- | ----- | ----- |
| 3 863 | 4 076 | 4 499 | 4 177 | 3 758 | 3 427 | 3 316 | 2 736 |

|  |

### Données de 2002
Pyramide des âges (2002)
En 2002, l'âge moyen de la population était de 40 ans pour les hommes et 44,6 ans pour les femmes.
Répartition de la population par nationalités (2002)
En 2002, les Serbes représentaient 60,5 % de la population ; le village abritait notamment une importance minorité slovaque représentant un peu plus d'un quart de la population (25,5 %) et une minorité croate (4 %).

### Données de 2011
En 2011, l'âge moyen de la population était de 45,6 ans, 43,4 ans pour les hommes et 47,8 ans pour les femmes.

## Économie
La plupart des habitants travaillent dans l'agriculture. Le territoire du village dispose de 867 ha de terres arables, où l'on cultive du blé, du maïs et des betteraves sucrières ; 480 ha sont couverts de vignobles et Erdevik est réputé pour ses vins ; 102 ha sont consacrés à la culture du houblon.

## Vie locale
Erdevik abrite une école dont l'origine remonte à 1755. La localité possède une association culturelle slovaque créée en 1907 et une association culturelle serbe créée en 1947. En 1978, le village a accueilli le festival de danse slovaque Tancuj, tancuj.

## Tourisme

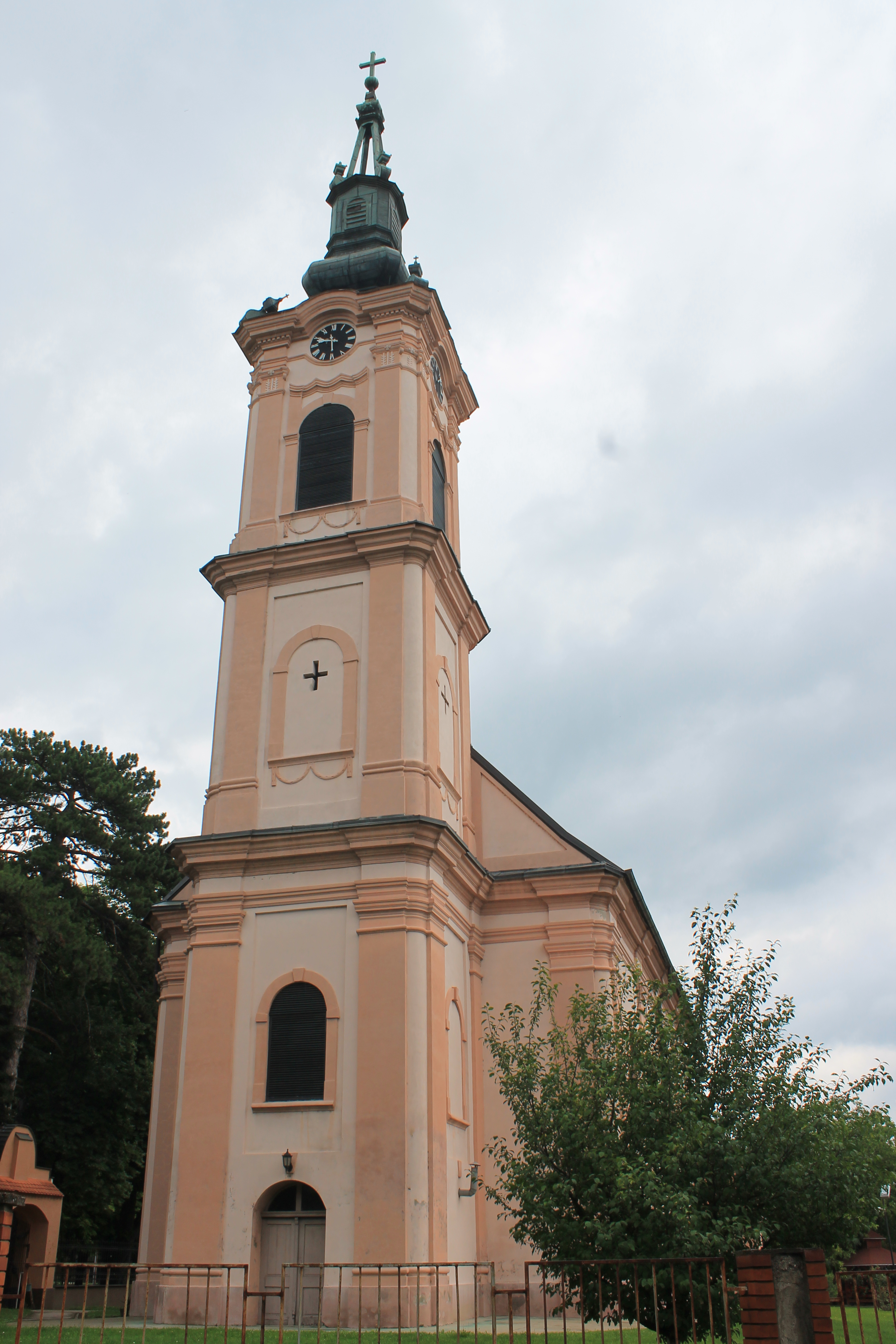
L'église Saint-Nicolas d'Erdevik.

Sur le territoire du village, la forêt couvre environ 1 500 ha et des arbres comme les tilleuls, les chênes, les hêtres, les acacias et les pins sont protégés au sein du parc national de la Fruška gora ; la forêt abrite des cerfs, des mouflons et des sangliers. Le centre du village abrite un grand parc arboré.
Erdevik possède deux églises « de grande importance » : l'église Saint-Nicolas, construite en 1804 et l'église catholique Saint-Michel, construite en 1890. Il abrite également une église évangélique slovaque.